# Lloyd Honeyghan
Lloyd Honeyghan est un boxeur britannique né le 22 avril 1960 à Saint-Elizabeth, Jamaïque.

## Carrière
Champion d'Angleterre puis champion d'Europe EBU des poids welters en 1983 et 1985, il devient champion du monde WBA, WBC et IBF de la catégorie le 27 septembre 1986 en détrônant Donald Curry. Délaissant immédiatement sa ceinture WBA en protestation contre l'apartheid (cette fédération ayant désigné comme challenger le Sud-Africain Harold Volbrecht), Honeyghan bat ensuite Maurice Blocker et Gene Hatcher puis s'incline face à Jorge Vaca le 28 octobre 1987. Il remporte le combat revanche (et le titre WBC) mais perd en 1989 contre Marlon Starling puis contre Mark Breland. Il met un terme à sa carrière en 1995 sur un bilan de 43 victoires et 5 défaites.